# 石本豊
石本 豊（いしもと ゆたか、1973年6月4日 - ）は、茨城県出身の元プロ野球選手（外野手、内野手）。右投右打。

## 来歴・人物
藤代紫水高時代は、3年次の1991年に4番・エースとして夏の茨城県大会で決勝に進出するも竜ヶ崎一高にサヨナラ負け。高校通算50本塁打をマーク。
1991年のプロ野球ドラフト会議で横浜大洋ホエールズから5位指名を受け入団。
長打力を期待されていたが、一軍出場がないまま1997年シーズン終了後に現役を引退。その後、2002年に社会人野球のクラブチームである横浜球友クラブ入団。
現在は、元楽天ゴールデンイーグルスの森田丈武が運営する「JOBU BASEBALL ACADEMY」の臨時バッティングコーチを務める。

## 詳細情報

### 年度別打撃成績
- 一軍公式戦出場なし

### 背番号
- 65 （1992年 - 1997年）